# Tonnoria mirabilis
Tonnoria mirabilis är en tvåvingeart som beskrevs av Wagner 1981. Tonnoria mirabilis ingår i släktet Tonnoria och familjen fjärilsmyggor. Inga underarter finns listade i Catalogue of Life.